# أيلي دي سيون

ولد 25 مارس 1843م في تيلسياي محافظة كاوناس في ليتوانيا بروسيا وتوفي في نوفمبر 1912م بباريس، كان طبيبا وفيسيولوجيا وصحفيا وكاتب مقالات. Élie de Cyon 

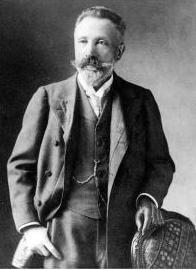
196 × 270 pixelspx